# Deutsch-Französisches Zukunftswerk
Das Deutsch-Französische Zukunftswerk (französisch Forum pour l’avenir franco-allemand) wurde 2020 gegründet. Es dient der Umsetzung von Artikel 22 des Aachener Vertrages, welcher im Januar 2019 von Bundeskanzlerin Angela Merkel und dem französischen Präsidenten Emmanuel Macron zur Stärkung der deutsch-französischen Zusammenarbeit unterzeichnet wurde. Es wurde von beiden Regierungen beauftragt, Visionen zu entwickeln, die auf die großen gesellschaftlichen Herausforderungen reagieren und ein Gleichgewicht zwischen ökologischen, gesellschaftlichen, technologischen und wirtschaftlichen Erwägungen herstellen, um die Lebensqualität in beiden Ländern zu verbessern.

## Zielsetzung und Vorgehen
Der Ansatz des Zukunftswerks ist es, aus den bereits stattfindenden gesellschaftlichen Veränderungsprozessen in Deutschland und Frankreich zu lernen und darauf aufbauend Visionen und konkrete Ziele zu definieren sowie Maßnahmen für einzelne Politikfelder zu entwickeln. Dieses Begleiten von Transformationsprozessen geschieht, indem das Zukunftswerk:
- Aktionsforschung betreibt,
- die in innovativen lokalen/regionalen Initiativen engagierten Menschen in Dialogformaten zusammenbringt und
- bottom-up Handlungsempfehlungen für die Regierungen beider Länder erarbeitet.

Der Arbeitsprozess des Zukunftswerks basiert auf dem Bottom-Up Ansatz. Das Zukunftswerk versucht Antworten, die durch das Wissen und die Erfahrungen lokaler Akteure vorliegen, zu erkennen, sichtbar zu machen, zu stärken und politischen Entscheidungsträgern die Möglichkeit zu geben, diese wirksam in ihre Politik einfließen zu lassen, um eine gegenseitige Stärkung von Bundes- und lokaler Ebene zu ermöglichen. Im ersten Zyklus des Zukunftswerks hat der Lenkungskreis des Zukunftswerks, u. a. besetzt mit Vertretern der Regierungen, Parlamente und Zivilgesellschaft die Themen „Ökologischer Wandel“ und „Wirtschaftliche und soziale Resilienz“ in den Mittelpunkt gestellt. Für jeden thematischen Zyklus werden lokale und regionale Initiativen aus beiden Ländern ausgewählt, welche über das Zukunftswerk in Austausch treten.

## Struktur
Das Zukunftswerk wird vom Bundesministerium für Bildung und Forschung (BMBF) gefördert. Es ist auf deutscher Seite am Forschungsinstitut für Nachhaltigkeit (RIFS) unter der Direktion von Patrizia Nanz (von 2020 bis 2022), sowie in Frankreich am Think Tank France Stratégie unter Gilles de Margerie angesiedelt. Seit April 2022 befindet sich das deutsche Sekretariat unter der Leitung von Frank Baasner.

### Peer-to-Peer Dialoge
Die Visionen und Handlungsempfehlungen werden in enger Zusammenarbeit mit vier bis sechs lokalen/regionalen Initiativen in Frankreich und Deutschland entwickelt, die sich für den sozialen, wirtschaftlichen, oder ökologischen Strukturwandel in ihrer Region engagieren. Gleichzeitig soll der Prozess dorthin den Aufbau von Handlungskompetenzen ermöglichen, etwa durch Peer-to-Peer-Dialoge sowie durch eine enge bedarfsorientierte Begleitung seitens des Zukunftswerk-Teams, die je nach individuellem Kontext abzusprechen ist. Das Ziel der Peer-Dialoge ist es, die verschiedenen Initiativen in Austausch treten zu lassen, um Wissen und Erfahrungen zu diskutieren und gemeinsam zu reflektieren. Das Zukunftswerk profitiert von den Peer-Dialogen durch eine Vertiefung des Wissens zu den Partnerinitiativen, neue Erkenntnisse zu innovativem lokalem Wissen und dem Erkennen von Mustern in Herausforderungen und Lösungsansätzen. Ziel ist es, Herausforderungen gesellschaftlicher Transformation herauszuarbeiten und an politische Entscheidungsträger weiterzuleiten.

### Resonanzraum
Die Erkenntnisse aus der Zusammenarbeit mit den lokalen/regionalen Partnerinitiativen werden in einem sogenannten Resonanzraum zusammengetragen. Er besteht aus 40 nichtständigen Mitgliedern, aus relevanten Akteuren (Praktikern, NGOs, öffentlichen Institutionen, Fachleuten, Verbänden und Vereinigungen, Parlamentariern). In diesem Rahmen dient das erarbeitete Material als Grundlage zur Erstellung politischer Handlungsempfehlungen. Dies geschieht in einer wiederholten Rückkopplung mit den lokalen Initiativen bzw. können bei Interesse Vertreter der lokalen Initiativen selbst am Resonanzraum teilnehmen.

### Lenkungskreis
Der Lenkungskreis besteht aus 16 Mitgliedern, zu gleichen Teilen aus Deutschland und Frankreich. Diese tagen zweimal jährlich und legen die thematischen Zyklen fest. Außerdem übernehmen sie die entwickelten Handlungsempfehlungen aus dem Resonanzraum und leiten diese an den Deutsch-Französischen Ministerrat und die Deutsch-Französische Parlamentarische Versammlung weiter. Der Lenkungskreis ist wesentlich für die Sichtbarkeit und Qualität des Zukunftswerkes.

## Initiativen
In dem Themenzyklus 2020/21 arbeitet das Zukunftswerk mit drei deutschen und drei französischen Initiativen zusammen. Darunter:
Marburg mit Fokus auf die Umsetzung der Klimaziele bis 2030 und die dafür benötigte Zusammenarbeit zwischen zivilgesellschaftlichen Akteuren und der Stadtverwaltung, Nebelschütz als Beispiel nachhaltiger Entwicklung und kultureller Identität im ländlichen Raum (in Zusammenarbeit mit dem Projekt „Leben in zukunftsfähigen Dörfern“ des Global Ecovillage Network Europe) und der Burgenlandkreis (Zeitz und Hohenmölsen) mit dem thematischen Schwerpunkt des noch zu bewältigenden Kohleausstieges und der verstärkten Beteiligung der Bürger.
Die Expertise Loos-en-Gohelles ist im Austausch vor allem wertvoll für den Burgenlandkreis, da der Ausstieg aus der Kohle in der französischen Gemeinde schon in den 1980ern bewältigt werden musste und die Gemeinde die Umgestaltung der Region und Aufwertung des Bergbauerbes unter starker Einbindung der Bürger realisieren konnte, Mouans-Sartoux mit Fokus auf Nahrungsmittelversorgung und nachhaltigem Bauen und Dünkirchen mit Expertise zu industrieller Ökologie und dem regionalen Zusammenschluss von lokalen und regionalen Akteuren.